# Francis Joseph Gossman
Francis Joseph Gossman (1 de abril de 1930 - 12 de agosto de 2013) fue un prelado estadounidense de la Iglesia católica. Se desempeñó como Obispo de Raleigh 1975-2006.

## Biografía
Gossman nació en Baltimore, Maryland, hijo de Frank y Genevieve (née Steadman) Gossman. Asistió a St. Charles College en Ellicott City y al Seminario de Santa María en Baltimore, donde obtuvo una licenciatura en 1952. Luego amplió sus estudios en el Pontificio Colegio Norteamericano en Roma, y se ordenó de sacerdote el 17 de diciembre de 1955. Obtuvo una Licenciatura de la Sagrada Teología por la Pontificia Universidad Gregoriana en 1956.
A su regreso a Estados Unidos, Gossman comenzó sus estudios de postgrado en la Universidad Católica de América en Washington D. C., recibiendo un doctorado en derecho canónico en junio de 1959. Luego se desempeñó como vicecanciller de la Arquidiócesis y el pastor asistente en la Basílica de la Asunción hasta 1968, donde se convirtió en administrador de la Catedral de María Nuestra Reina. También fue elevado al rango de monseñor el 27 de junio de 1965.
El 15 de julio de 1968, Gossman fue nombrado obispo auxiliar de Baltimore y Titular Obispo de Aguntum por el Papa Pablo VI. Recibió su consagración episcopal el siguiente 11 de septiembre por el Cardenal Lawrence Sheehan, con los obispos Thomas Murphy y Thomas Mardaga sirviendo como co-consagrantes. Como un auxiliar, se desempeñó como vicario del interior de Baltimore.
Más tarde fue nombrado el cuarto Obispo de Raleigh, Carolina del Norte, el 8 de abril de 1975. Después de 31 años de duración de tenencia y de alcanzar la edad de jubilación obligatoria de 75 años, su renuncia fue aceptada por el Papa Benedicto XVI el 8 de junio de 2006.
Gossman murió de una enfermedad a largo plazo, el 12 de agosto de 2013.